# Башкирская диалектология

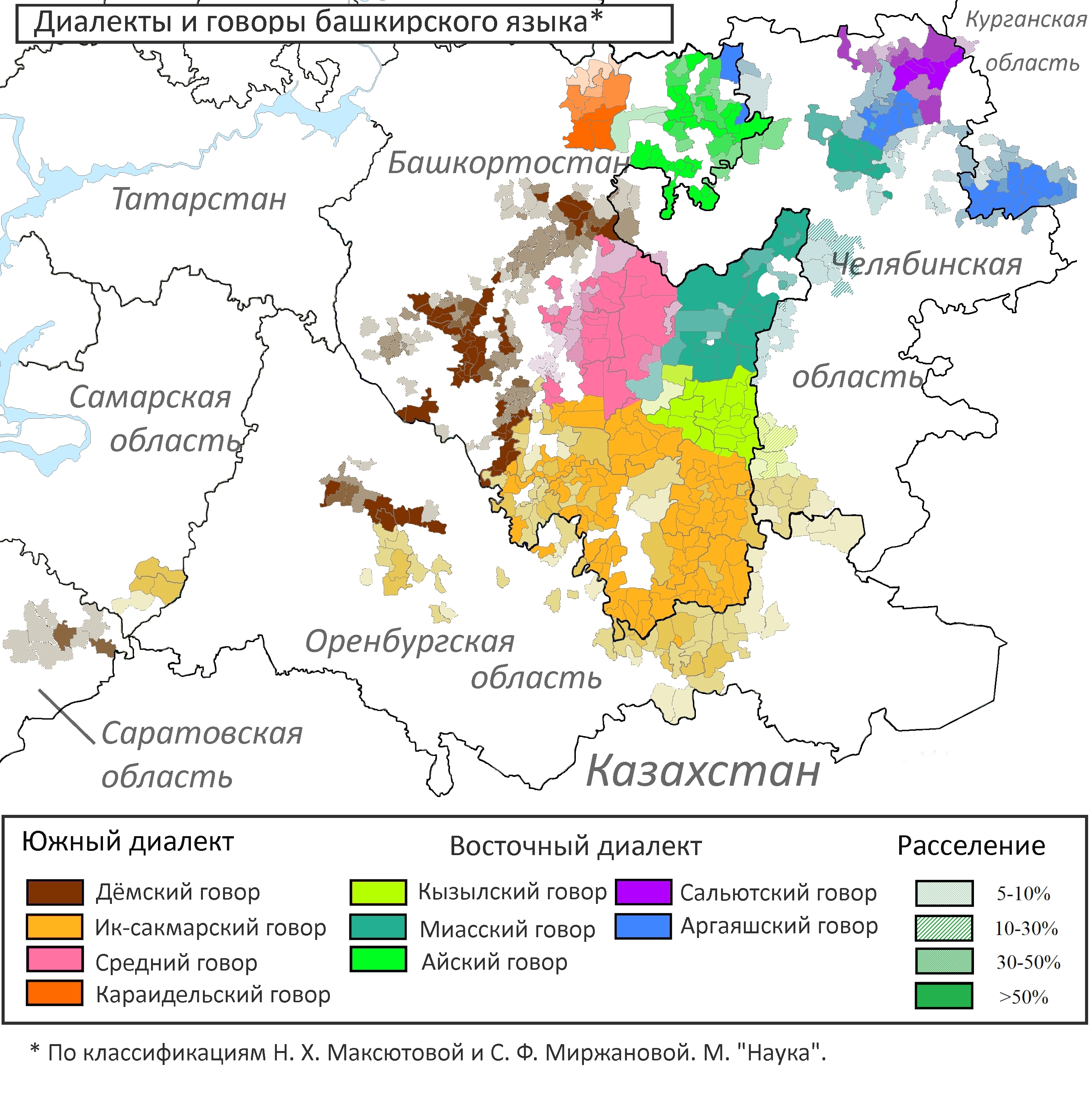
Диалекты и говоры башкирского языка по классификации Максютовой

Башкирская диалектология — раздел башкирского языкознания, изучающий единицы диалектного членения башкирского языка.
Диалектология башкирская разделяется на описательную и историческую части. Описательная диалектология занимается изучением современных диалектов и их особенностей, историческая — изучением развития диалектов.

## История
Начало научной башкирской диалектологии относится ко 2-й половине XIX — началу XX века, когда были разработаны первые классификации диалектов башкирского языка. В основе классификации диалектов башкирского языка лежат фонетические различия аффиксов множественного числа.
В. В. Радлов в «Фонетика северных тюркских языков» (1882) указал на наличие в башкирского языкового диалекта степных башкир (-лар) и диалекта горных башкир (-тар).
А. Г. Бессонов в «Букваре для башкир» (1907) выделил юго-восточный (-лар) и северо-восточный (тар) диалекты.
В 1920—1940-е годы состоялось 15 диалектологических экспедиций в разные районы Башкирской АССР. Собранные материалы экспедиций изучались для установления лексических, фонетических и грамматических норм башкирского литературного языка.
Основы научного изучения диалектов башкирского языка заложил Н. К. Дмитриев. В статье «Башҡорт телен өйрәнеү мәсьәләһе(нә)» (1928; «К вопросу об изучении башкирского языка») им изложена программа всестороннего исследования диалектов башкирского языка, разработаны методы их изучения, выявлены некоторые признаки башкирских диалектов. Дальнейшее развитие башкирской диалектологии сопровождалось разработкой новых классификаций.
Г. Я. Давлетшиным выделено 6 говоров (куваканский, юрматынский, айлинский, сальзигутский, табынский, дёмский).
В 1940 году на 2-й Всебашкирской лингвистической конференции с участием тюрколога, руководителя первых диалектологических экспедиций в Башкортостане, профессора Н. К. Дмитриева был высказан тезис о наличии в башкирском языке трёх территориальных диалектов: восточного, южного и западного. В 1949 году башкирский диалектолог Т. Г. Баишев выделил и обосновал наличие в башкирском языке трёх диалектов: восточного, южного и западного.
В 1953 году на научном семинаре, проведенном в Институте истории, языка и литературы Башкирского филиала АН СССР по инициативе Н. К. Дмитриева, язык северо-западных башкир признан третьим, самостоятельным, диалектом башкирского языка. В 1955 году Т. Г. Баишевым в монографии «Башкирские диалекты в их отношении к литературному языку» (1955) рассмотрены вопросы взаимодействия литературного языка и диалектов на лексических, фонетических и морфологических уровнях языка; с учётом комплекса языковых признаков им выделено 3 диалекта и 7 наречий (һ-ҫ, ҫ, һ, ҙ-ҫ, с, ҙ и п-т). Советский лингвист-тюрколог и основоположник башкирского языкознания Дж. Г. Киекбаев был принципиальным противником включения Т. Г. Баишевым в диалектную систему башкирского языка языка северо-западных башкир. Главным аргументом он считал тот факт, что северо-западные башкиры признают родным татарский язык, который является здесь официальным языком в школьном образовании, а также культурно-массовой, административно-хозяйственной деятельности местного татарского и башкирского населения, и в «Башҡорт диалекттәре һәм уларҙың тарихенә ҡыҫҡаса инеш» (1958; «Башкирские диалекты и краткое введение в их историю») представил 2 диалекта (южный и восточный) и 9 говоров (ай-юрюзанский, аргаяшский, говор бассейна реки Зигаза, дёмско-караидельский, ик-юшатырский, сакмар-кызылский, санар-караболакский, северо-западный и средний).
Советские языковеды Нагим Ишбулатов и Талмас Гарипов указывают на отсутствие в говорах северо-западной части Башкортостана специфических черт башкирского языка и относит их к среднему диалекту татарского языка.
Татарский ученый Анвар Афлетунов, изучавший говоры западной и юго-западной Башкирии, указывает, что говоры тептярей, татар, башкир, новобашкир на данной территории не различаются между собой, а также близки к татарскому литературному языку.
В 1964 году советский языковед, член-корреспондент АН СССР Н. Н. Поппе, в книге «Башкирская грамматика» («Bashkir manual»), писал о наличии в башкирском языке трёх территориальных диалектов.
В 70-80-е годы XX века С. Ф. Миржанова проанализировала фонетические, грамматические и лексические особенности северо-западных говоров и пришла к выводу о том, что «язык северо-западных башкир в своей основе сохраняет единство с башкирским языком в целом и его контактирующими говорами и выступает неотъемлемой частью единого целого — башкирского народно-разговорного языка в качестве его самостоятельного северо-западного диалекта».
Описанию башкирских диалектов на языковых уровнях, а также их проблемам посвящены труды ученых Р. Г. Азнагулова, Т. М. Гарипова, М. И. Дильмухаметова, Э. Ф. Ишбердина, Н. Х. Ишбулатова, Н. Х. Максютовой, С. Ф. Миржановой, А. А. Юлдашева, У. Ф. Надергулова, Х. Г. Юсупова и других.

## Современное состояние
В настоящее время принята классификация, в которой выделяют 2 или 3 диалекта: восточный (куваканский) и южный (юрматинский), и иногда северо-западный (западный).
В состав восточного диалекта входят следующие шесть говоров и их подговоры:
- айский говор (внутри этого говора — дуван-мечетлинский, лагеровский, лапасский, петрушкинский подговоры),
- миасский говор,
- кызыльский говор (внутри этого говора — кубалякский, карагай-кипчакский и бурзянский подговоры),
- учалинский (асулинский) говор,
- аргаяшский говор (внутри этого говора — ялан-катайский подговор),
- сальютский (или сальзигутский) говор.

Восточный диалект характеризуется признаками: ассимиляцией согласных, относящихся к аффиксам множественности: «ат-тар» («кони»), «ил-дәр» («страны»), «ҡыр-ҙар» («поля»); особенностями словообразования: «ҡарт-тыҡ» («старость»), «дан-дыҡ» (доблесть), «ҡыр-ҙыҡ» («семена лебеды»); «йел-де» («замечательный»), «ат-ты» («конный»), «жәйәү-ҙе» («пеший»); преимущественным употреблением «ж» вместо «й» в начале слов и слогов: «жыйыу» («собирать»), «жәй» («лето»), «мәржен» («коралл»); отсутствием гармонии по линии «о», «ө»: бойыҡ («грустный»), «бөйек» («великий»).
В составе северо-западного диалекта выделяются следующие пять говоров, которые различаются в фонетическом и лексическом плане:
- караидельский говор,
- среднеуральский говор,
- таныпский говор,
- гайнинский говор,
- нижнебельский говор (нижнебельско-икский).

Северо-западный диалект выявляет однотипность по реализации аффикса множественности, аффиксов словообразования с южным диалектом. Отличается: смешанным употреблением звуков «с», «ч»: «сибәр», «чибәр», («красивый»); «й», «ж»: «йауын», «жауын» («дождь»); отсутствием «h» в исконных лексемах: «сүрәү» («волочить»), «сүләү» («говорить»); параллельным употреблением «ҙ», «з»: «ҡыҙыл», «ҡызыл» («красный»), «ҙур», «зур» («большой»).
В состав южного диалекта входят говоры:
- ик-сакмарский (или южный) говор;
- дёмский говор;
- уршакский говор;
- средний говор (внутри этого говора выделяются инзерский, симский, кармаскалинский подговоры);
- зиганский говор.

Южный диалект отличается: употреблением аффикса множественности на -лар, -нар: ат-лар («кони»), «болон-нар» («луга»), аффиксами словообразования на -лыҡ, -ныҡ, -ле, -ны, -лау, -нау: «ҡарт-лыҡ» («старость»), «йел-ле» («замечательный»), «йәйәү-ле» («пеший»); преимущественным употреблением «й»: «йыйыу» («собирать»), йәй («лето»); соблюдением губной гармонии: «бөйөк» («великий»), бойоҡ («грустный»).
Утерянные почти во всех современных тюркских языках диссимилятивные сочетания [рт], [лт], [мт], [нт], [мк], [мҡ], [нҡ], [ңк], из них некоторые были зафиксированы в древнетюркских письменных памятниках VII—VIII вв., сохранились в среднем говоре южного и караидельском говоре северо-западного диалектов башкирского языка.
Для изучения зиганского говора в 2010 и 2011 годах в Башкортостане была организована диалектологическая экспедиция.
В Башкортостане по башкирской диалектологии издан «Башкирский диалектологический сборник» (1959), «Башкирская диалектология» (1963), «Проблемы диалектологии и лингвогеографии тюркских языков» (1986), «Образцы разговорной речи башкир» (1988) и др.; созданы диалектические словари. Развивается лингвистическая география; в 2005 издан «Диалектологический атлас башкирского языка».
Исследования по Башкирской диалектологии ведутся в Институте истории, языка и литературы УНЦ РАН.